# Ischasia valida
Ischasia valida är en skalbaggsart som beskrevs av Pierre Émile Gounelle 1911. Ischasia valida ingår i släktet Ischasia och familjen långhorningar. Inga underarter finns listade i Catalogue of Life.